# Liste des médaillés olympiques en water-polo
Le water-polo est un sport d'équipe qui est disputé aux Jeux olympiques d'été.

## Tournoi masculin
| Édition                                   | Or | Argent | Bronze |
| ----------------------------------------- | --- | --- | --- |
| Paris 1900                                | Grande-Bretagne Thomas Coe John Derbyshire Peter Kemp William Lister Arthur G. Robertson Eric Robinson George Wilkinson | Belgique Henri Cohen Jean de Backer Victor De Behr Fernand Feyaerts Oscar Grégoire Albert Michant Victor Sonnemans | France Thomas William Burgess Jules Clévenot Alphonse Decuyper Marcel Devenot Louis Laufray Henri Peslier Auguste Pesloy Paul Vasseur France Auguste Camelin Eugène Coulon Bénoni Fardel Eugène Favier Kléber Fiolet Pierre Gellé René Leriche Louis Marc Louis Martin Désiré Merchez Charles Treffel |
| Londres 1908                              | Grande-Bretagne George Cornet Charles Forsyth George Nevinson Paul Radmilovic Charles Smith Thomas Thould George Wilkinson | Belgique Victor Boin Herman Donners Fernand Feyaerts Oscar Grégoire Herman Meyboom Albert Michant Joseph Pletinckx | Suède Robert Andersson Erik Bergvall Pontus Hansson Harald Julin Torsten Kumfeldt Axel Runström Gunnar Wennerström |
| Stockholm 1912                            | Grande-Bretagne Isaac Bentham Charles Bugbee George Cornet Arthur Edwin Hill Paul Radmilovic Charles Smith George Wilkinson | Suède Robert Andersson Vilhelm Andersson Erik Bergqvist Max Gumpel Pontus Hansson Harald Julin Torsten Kumfeldt | Belgique Victor Boin Félicien Courbet Herman Donners Albert Durant Oscar Grégoire Herman Meyboom Joseph Pletinckx |
| Anvers 1920                               | Grande-Bretagne Charles Bugbee William Henry Dean Christopher Jones William Peacock Noel Purcell Paul Radmilovic Charles Smith | Belgique René Bauwens Gérard Blitz Maurice Blitz Pierre Dewin Albert Durant Paul Gailly Pierre Nijs Joseph Pletinckx | Suède Erik Andersson Robert Andersson Vilhelm Andersson Nils Backlund Erik Bergqvist Max Gumpel Pontus Hansson Harald Julin Theodor Nauman Torsten Kumfeldt |
| Paris 1924                                | France R. Bertrand Albert Deborgies Noël Delberghe Robert Desmettre Paul Dujardin A. Fasani Jean Lasquin Albert Mayaud Henri Padou J. Pérol Georges Rigal                                                                           | Belgique Gérard Blitz Maurice Blitz Joseph Cludts Joseph De Combe Pierre Dewin Albert Durant Georges Fleurix Paul Gailly Joseph Pletinckx Jules Thiry Pierre Vermetten | États-Unis Arthur Austin Charles E. Collett Jam Handy Oliver Horn Frederick Lauer Clarence Michell John Bayes Norton Wally O'Connor George Schroth Herbert Vollmer Johnny Weissmuller |
| Amsterdam 1928                            | Allemagne Max Amann Karl Bähre Emil Benecke Johann Blank Otto Cordes Fritz Gunst Erich Rademacher Joachim Rademacher | Hongrie István Barta Olivér Halassy Márton Homonnai Sándor Ivády Alajos Keserű Ferenc Keserű József Vértesy | France Émile Bulteel Henri Cuvelier Paul Dujardin Jules Keignaert Henri Padou Ernest Rogez Albert Thévenon Achille Tribouillet Albert Vandeplancke |
| Los Angeles 1932                          | Hongrie István Barta György Bródy Olivér Halassy Márton Homonnai Sándor Ivády Alajos Keserű Ferenc Keserű János Németh Miklós Sárkány József Vértesy                                                                                | Allemagne Emil Benecke Otto Cordes Hans Eckstein Fritz Gunst Erich Rademacher Joachim Rademacher Hans Schulze (en) Heiko Schwartz | États-Unis Austin Clapp Philip Daubenspeck Charles Finn Charles McCallister Wally O'Connor Cal Strong Herbert Wildman |
| Berlin 1936                               | Hongrie Mihály Bozsi Jenő Brandi György Bródy Olivér Halassy Kálmán Hazai Márton Homonnai György Kutasi István Molnár János Németh Miklós Sárkány Sándor Tarics                                                                     | Allemagne Bernhard Baier Fritz Gunst Josef Hauser Alfred Kienzle Paul Klingenburg Heinrich Krug Hans Schneider Hans Schulze (en) Gustav Schürger Helmuth Schwenn Fritz Stolze | Belgique Gérard Blitz Albert Castelyns Pierre Coppieters Joseph De Combe Henri De Pauw Henri Disy Fernand Isselé Edmond Michiels Henri Stoelen |
| Londres 1948                              | Italie Gildo Arena Emilio Bulgarelli Pasquale Buonocore Aldo Ghira Mario Majoni Geminio Ognio Gianfranco Pandolfini Tullio Pandolfini Cesare Rubini                                                                                 | Hongrie Jenő Brandi Oszkár Csuvik Dezső Fábián Dezső Gyarmati Endre Győrfi Miklós Holop László Jeney Dezső Lemhényi Károly Szittya István Szívós | Pays-Bas Cor Braasem Hennie Keetelaar Nijs Korevaar Joop Rohner Frits Ruimschotel Piet Salomons Frits Smol Hans Stam Ruud van Feggelen |
| Helsinki 1952                             | Hongrie Róbert Antal Antal Bolvári Dezső Fábián Dezső Gyarmati István Hasznos László Jeney György Kárpáti Dezső Lemhényi Kálmán Markovits Miklós Martin Károly Szittya István Szívós György Vízvári                                 | Yougoslavie Veljko Bakašun Marko Brainović Vladimir Ivković Zdravko Ježić Zdravko-Ćiro Kovačić Ivica Kurtini Lovro Radonjić Ivo Štakula Boško Vuksanović | Italie Gildo Arena Lucio Ceccarini Renato De Sanzuane Raffaello Gambino Salvatore Gionta Maurizio Mannelli Geminio Ognio Carlo Peretti Enzo Polito Cesare Rubini Renato Traiola |
| Melbourne 1956                            | Hongrie Antal Bolvári Ottó Boros Dezső Gyarmati István Hevesi László Jeney Tivadar Kanizsa György Kárpáti Kálmán Markovits Mihály Mayer István Szívós Ervin Zádor                                                                   | Yougoslavie Ivo Cipci Tomislav Franjković Vladimir Ivković Zdravko Ježić Hrvoje Kačić Zdravko-Ćiro Kovačić Lovro Radonjić Marijan Žužej | Union soviétique Viktor Ageyev Piotr Breus Yuriy Shliapin Borys Hoykhman Nodar Gvakharia Viacheslav Kurennoy Boris Markarov Piotr Mshvenieradze Valentin Prokopov Mikhaylo Ryzhak |
| Rome 1960                                 | Italie Amedeo Ambron Danio Bardi Giuseppe D'Altrui Salvatore Gionta Giancarlo Guerrini Franco Lavoratori Gianni Lonzi Luigi Mannelli Rosario Parmegiani Eraldo Pizzo Dante Rossi Brunello Spinelli                                  | Union soviétique Viktor Ageyev Leri Gogoladze Boris Goïkhman Iouri Grigorovski Anatoli Kartachov Viacheslav Kurennoy Piotr Mchvenieradze Vladimir Novikov Evgueni Saltsyn Vladimir Semionov Guivi Tchikvanaïa                                                                                 | Hongrie András Bodnár Ottó Boros Zoltán Dömötör László Felkai Dezső Gyarmati István Hevesi László Jeney Tivadar Kanizsa György Kárpáti András Katona János Konrád Kálmán Markovits Mihály Mayer Péter Rusorán                                                                                         |
| Tokyo 1964                                | Hongrie Miklós Ambrus András Bodnár Ottó Boros Zoltán Dömötör László Felkai Dezső Gyarmati Tivadar Kanizsa György Kárpáti János Konrád Mihály Mayer Dénes Pócsik Péter Rusorán                                                      | Yougoslavie Ozren Bonačić Zoran Janković Milan Muškatirović Antun Nardeli Franjo Nonković Vinko Rosić Mirko Sandić Zlatko Šimenc Božidar Stanišić Karlo Stipanić Ivo Trumbić | Union soviétique Viktor Ageyev Zenon Bortkevich Edouard Egorov Igor Grabovski Boris Grichine Nikolaï Kalachnikov Nikolaï Kouznetsov Vladimir Kouznetsov Leonid Osipov Boris Popov Vladimir Semionov                                                                                                   |
| Mexico 1968                               | Yougoslavie Ozren Bonačić Dejan Dabović Zdravko Hebel Zoran Janković Ronald Lopatny Uroš Marović Đorđe Perišić Miroslav Poljak Mirko Sandić Karlo Stipanić Ivo Trumbić                                                              | Union soviétique Oleksiy Barkalov Oleg Bovin Aleksandr Chidlovski Aleksandr Dolgouchin Vadim Gouliaev Boris Grichine Iouri Grigorovski Leonid Ossipov Vladimir Semionov Viatcheslav Skok Guivi Tchikvanaïa                                                                                    | Hongrie András Bodnár Zoltán Dömötör László Felkai Ferenc Konrád János Konrád Mihály Mayer Endre Molnár Dénes Pócsik László Sárosi János Steinmetz István Szívós |
| Munich 1972                               | Union soviétique Anatoli Akimov Oleksiy Barkalov Aleksandr Chidlovski Aleksandr Dolgouchin Aleksandr Dreval Vadim Gouliaev Vladimir Jmoudski Aleksandr Kabanov Nikolai Melnikov Leonid Osipov Viacheslav Sobchenko                  | Hongrie András Bodnár Tibor Cservenyák Tamás Faragó István Görgényi Zoltán Kásás Ferenc Konrád István Magas Endre Molnár Dénes Pócsik László Sárosi István Szívós | États-Unis Peter Asch Steven Barnett Bruce Bradley Stanley Cole James Ferguson Eric Lindroth John Parker Gary Sheerer James Slatton Russell Webb Barry Weitzenberg |
| Montréal 1976                             | Hongrie Gábor Csapó Tibor Cservenyák Tamás Faragó György Gerendás György Horkai György Kenéz Ferenc Konrád Endre Molnár László Sárosi Attila Sudár István Szívós                                                                    | Italie Alberto Alberani Silvio Baracchini Luigi Castagnola Vincenzo D'Angelo Marcello Del Duca Gianni De Magistris Riccardo De Magistris Alessandro Ghibellini Sante Marsili Umberto Panerai Roldano Simeoni                                                                                  | Pays-Bas Alex Boegschoten Ton Buunk Piet de Zwarte Andy Hoepelman Evert Kroon Nico Landeweerd Hans Smits Gijze Stroboer Rik Toonen Hans van Zeeland Jan Evert Veer |
| Moscou 1980                               | Union soviétique Vladimir Akimov Oleksiy Barkalov Erkin Chagaev Evgueni Charonov Evgeniy Grishin Mikhail Ivanov Aleksandr Kabanov Sergey Kotenko Giorgi Mshvenieradze Mait Riisman Viacheslav Sobchenko                             | Yougoslavie Milivoj Bebić Zoran Gopčević Milorad Krivokapić Boško Lozica Predrag Manojlović Zoran Mustur Damir Polić Zoran Roje Ratko Rudić Slobodan Trifunović Luko Vezilić | Hongrie Gábor Csapó Tamás Faragó György Gerendás Károly Hauszler György Horkai István Kiss László Kuncz Endre Molnár Attila Sudár István Szívós István Udvardi |
| Los Angeles 1984                          | Yougoslavie Dragan Andrić Milivoj Bebić Perica Bukić Veselin Đuho Milorad Krivokapić Deni Lušić Igor Milanović Tomislav Paškvalin Zoran Petrović Andrija Popović Zoran Roje Goran Sukno Božo Vuletić                                | États-Unis Doug Burke Jody Campbell Peter Campbell Christopher Dorst Gary Figueroa Andrew McDonald Kevin Robertson Terence Schroeder Timothy Shaw John Siman Jon Svendsen Joseph Vargas Craig Wilson                                                                                          | Allemagne de l'Ouest Armando Fernández Roland Freund Rainer Hoppe Thomas Huber Thomas Loebb Werner Obschernikat Rainer Osselmann Frank Otto Peter Röhle Jürgen Schröder Hagen Stamm Dirk Theismann |
| Séoul 1988                                | Yougoslavie Dragan Andrić Mislav Bezmalinović Perica Bukić Veselin Đuho Igor Gočanin Deni Lušić Igor Milanović Tomislav Paškvalin Renco Posinković Goran Rađenović Dubravko Šimenc Aleksandar Šoštar Mirko Vičević                  | États-Unis James Bergeson Greg Boyer Jeffrey Campbell Jody Campbell Peter Campbell Christopher Duplanty Michael Evans Douglas Kimbell Edward Klass Alan Mouchawar Kevin Robertson Terence Schroeder Craig Wilson                                                                              | Union soviétique Dmitriy Apanasenko Viktor Berendiouga Evgueni Charonov Mikheil Giorgadze Evgeniy Grishin Mikhail Ivanov Aleksandr Kolotov Sergueï Kotenko Sergueï Markotch Nourlan Mendygaliev Giorgi Mshvenieradze Sergueï Naumov Nikolaï Smirnov (en)                                              |
| Barcelone 1992                            | Italie Francesco Attolico Gianni Averaimo Alessandro Bovo Paolo Caldarella Alessandro Campagna Marco D'Altrui Massimiliano Ferretti Mario Fiorillo Ferdinando Gandolfi Amedeo Pomilio Francesco Porzio Giuseppe Porzio Carlo Silipo | Espagne Daniel Ballart Manuel Estiarte Pedro Francisco García Salvador Gómez Marco Antonio González Rubén Michavila Miki Oca Sergi Pedrerol Josep Picó Jesús Rollán Ricardo Sánchez Jordi Sans Manuel Silvestre                                                                               | Équipe unifiée Dmitriy Apanasenko Andreï Belofastov Evgueni Charonov Aleksandr Chigir Dmitri Gorchkov Vladimir Karaboutov Aleksandr Kolotov Andriy Kovalenko Nikolaï Kozlov Sergueï Markotch Sergueï Naumov Aleksandr Ogorodnikov Aleksey Vdovin                                                      |
| Atlanta 1996                              | Espagne Josep María Abarca Ángel Andreo Daniel Ballart Pedro García Aguado Salvador Gómez Manuel Estiarte Iván Moro Miguel Angel Oca Jorge Paya Sergi Pedrerol Jesús Rollán Jordi Sans Carles Sans                                  | Croatie Maro Balić Perica Bukić Damir Glavan Igor Hinić Vjekoslav Kobešćak Joško Kreković Ognjen Kržić Dubravko Šimenc Siniša Školneković Ratko Štritof Renato Vrbičić Tino Vegar Zdeslav Vrdoljak                                                                                            | Italie Alberto Angelini Francesco Attolico Fabio Bencivenga Alessandro Bovo Alessandro Calcaterra Roberto Calcaterra Marco Gerini Alberto Ghibellini Luca Giustolisi Amedeo Pomilio Francesco Postiglione Carlo Silipo Leonardo Sottani                                                               |
| Sydney 2000 (Résultats détaillés)         | Hongrie Tibor Benedek Péter Biros Rajmund Fodor Tamás Kásás Gergely Kiss Zoltán Kósz Tamás Märcz Tamás Molnár Barnabás Steinmetz Zoltán Szécsi Bulcsú Székely Attila Vári Zsolt Varga                                               | Russie Roman Balashov Dmitri Douquine Alexandre Erychov Serguei Garbouzov Dmitry Gorshkov Nikolay Kozlov Nikolaï Maksimov Andrei Reketchinski Dmitriy Stratan Revaz Tchomakhidze Yuri Yatsev Marat Zakirov Irek Zinnourov                                                                     | Yougoslavie Aleksandar Ćirić Danilo Ikodinović Viktor Jelenić Nikola Kuljača Aleksandar Šapić Dejan Savić Aleksandar Šoštar Petar Trbojević Veljko Uskoković Jugoslav Vasović Vladimir Vujasinović Nenad Vukanić Pedrag Zimonjić                                                                      |
| Athènes 2004 (Résultats détaillés)        | Hongrie Tibor Benedek Péter Biros Rajmund Fodor István Gergely Tamás Kásás Gergely Kiss Norbert Madaras Tamás Molnár Ádám Steinmetz Barnabás Steinmetz Zoltán Szécsi Tamás Varga Attila Vári                                        | Serbie-et-Monténégro Aleksandar Ćirić Vladimir Gojković Danilo Ikodinović Viktor Jelenić Predrag Jokić Nikola Kuljaca Slobodan Nikić Aleksandar Šapić Dejan Savić Denis Šefik Petar Trbojević Vanja Udovičić Vladimir Vujasinović                                                             | Russie Roman Balashov Revaz Chomakhidze Aleksandr Yeryshov Aleksandr Fedorov Sergey Garbuzov Dmitriy Gorshkov Nikolay Kozlov Nikolay Maksimov Andrey Rekechinskiy Dmytro Stratan Vitaliy Yurchik Marat Zakirov Irek Zinnurov                                                                          |
| Pékin 2008 (Résultats détaillés)          | Hongrie Tibor Benedek Péter Biros István Gergely Norbert Hosnyánszky Tamás Kásás Gábor Kis Gergely Kiss Norbert Madaras Tamás Molnár Zoltán Szécsi Dániel Varga Dénes Varga Tamás Varga                                             | États-Unis Tony Azevedo Ryan Bailey Layne Beaubien Brandon Brooks Peter Hudnut Tim Hutten J.W. Krumpholz Rick Merlo Merrill Moses Jeff Powers Jesse Smith Peter Varellas Adam Wright | Serbie Aleksandar Ćirić Filip Filipović Živko Gocić Branko Peković Duško Pijetlović Andrija Prlainović Nikola Rađen Aleksandar Šapić Dejan Savić Denis Šefik Slobodan Soro Vanja Udovičić Vladimir Vujasinović                                                                                        |
| Londres 2012 (Résultats détaillés)        | Croatie Samir Barač Miho Bošković Ivan Buljubašić Damir Burić Andro Bušlje Nikša Dobud Igor Hinić Maro Joković Petar Muslim Paulo Obradović Josip Pavić Sandro Sukno Frano Vićan                                                    | Italie Matteo Aicardi Maurizio Felugo Pietro Figlioli Deni Fiorentini Valentino Gallo Massimo Giacoppo Alex Giorgetti Niccolò Gitto Giacomo Pastorino Amaurys Pérez Danijel Premuš Christian Presciutti Stefano Tempesti                                                                      | Serbie Milan Aleksić Filip Filipović Živko Gocić Dušan Mandić Stefan Mitrović Slobodan Nikić Duško Pijetlović Gojko Pijetlović Andrija Prlainović Nikola Rađen Aleksa Šaponjić Slobodan Soro Vanja Udovičić                                                                                           |
| Rio de Janeiro 2016 (Résultats détaillés) | Serbie Milan Aleksić Miloš Ćuk Filip Filipović Živko Gocić Nikola Jakšić Dušan Mandić Branislav Mitrović Stefan Mitrović Slobodan Nikić Duško Pijetlović Gojko Pijetlović Andrija Prlainović Sava Ranđelović                        | Croatie Marko Bijač Luka Bukić Damir Burić Andro Bušlje Xavier García Maro Joković Ivan Krapić Luka Lončar Marko Macan Josip Pavić Antonio Petković Anđelo Šetka Sandro Sukno | Italie Matteo Aicardi Michaël Bodegas Marco Del Lungo Francesco Di Fulvio Pietro Figlioli Andrea Fondelli Valentino Gallo Niccolò Gitto Alessandro Nora Christian Presciutti Nicholas Presciutti Stefano Tempesti Alessandro Velotto                                                                  |
| Tokyo 2020 (Résultats détaillés)          | Serbie Gojko Pijetlović Dušan Mandić Nikola Dedović Sava Ranđelović Strahinja Rašović Duško Pijetlović Đorđe Lazić Milan Aleksić Nikola Jakšić Filip Filipović Andrija Prlainović Stefan Mitrović Branislav Mitrović                | Grèce Emmanouil Zerdevas Konstantinos Genidounias Dimitrios Skoumpakis Marios Kapotsis Ioannis Fountoulis Alexandros Papanastasiou Georgios Dervisis Stylianos Argyropoulos Konstantinos Mourikis Christódoulos Kolómvos Konstantinos Gkiouvetsis Angelos Vlachopoulos Konstantinos Galanidis | Hongrie Viktor Nagy Dániel Angyal Krisztián Manhercz Gergő Zalánki Márton Vámos Norbert Hosnyánszky Mátyás Pásztor Szilárd Jansik Balázs Erdélyi Dénes Varga Tamás Mezei Balázs Hárai Soma Vogel |
| Paris 2024 (Résultats détaillés)          | Serbie - Radoslav Filipović - Dušan Mandić - Strahinja Rašović - Sava Ranđelović - Miloš Ćuk - Nikola Dedović - Radomir Drašović - Nikola Jakšić - Nemanja Ubović - Nemanja Vico - Petar Jakšić - Viktor Rašović - Vladimir Mišović | Croatie - Marko Bijač - Rino Burić - Loren Fatović - Luka Lončar - Maro Joković - Luka Bukić - Ante Vukičević - Marko Žuvela - Jerko Marinić Kragić - Josip Vrlić - Matias Biljaka - Konstantin Kharkov - Toni Popadić                                                                        | États-Unis - Alex Bowen - Luca Cupido - Hannes Daube - Chase Dodd - Ryder Dodd - Ben Hallock - Drew Holland - Johnny Hooper - Max Irving - Alex Obert - Marko Vavic - Adrian Weinberg - Dylan Woodhead                                                                                                |

## Tournoi féminin
| Édition                                   | Or | Argent | Bronze |
| ----------------------------------------- | --- | --- | --- |
| Sydney 2000 (Résultats détaillés)         | Australie Naomi Castle Joanne Fox Bridgette Gusterson Simone Hankin Yvette Higgins Kate Hooper Bronwyn Mayer Gail Miller Melissa Mills Debbie Watson Liz Weekes Danielle Woodhouse Taryn Woods                                   | États-Unis Robin Beauregard Ellen Estes Courtney Johnson Ericka Lorenz Heather Moody Bernice Orwig Maureen O'Toole Nicolle Payne Heather Petri Kathy Sheehy Coralie Simmons Julie Swail Brenda Villa                                            | Russie Marina Akobia Ekaterina Anikeeva Sofia Konoukh Maria Koroleva Natalia Koutouzova Svetlana Kouzina Ioulia Petrova Tatiana Petrova Galina Rytova Elena Smurova Elena Tokoun Irina Tolkounova Ekaterina Vassilieva                       |
| Athènes 2004 (Résultats détaillés)        | Italie Carmela Allucci Alexandra Araujo Silvia Bosurgi Francesca Conti Elena Gigli Melania Grego Giusi Malato Tania Di Mario Martina Miceli Maddalena Musumeci Cinzia Ragusa Noémi Tóth Manuela Zanchi                           | Grèce Dímitra Asilián Georgía Ellináki Eftychía Karayiánni Angelikí Karapatáki Stavroúla Kozompóli Georgía Lará Kyriakí Liósi Antiópi Melidóni Antonía Moraïti Evangelía Moraïtídou Anthoúla Mylonáki Ekateríni Ikonomopoúlou Antigóni Roumpési | États-Unis Robin Beauregard Margaret Dingeldein Ellen Estes Jacqueline Frank DeLuca Natalie Golda Ericka Lorenz Heather Moody Thalia Munro Nicolle Payne Heather Petri Kelly Rulon Amber Stachowski Brenda Villa                             |
| Pékin 2008 (Résultats détaillés)          | Pays-Bas Mieke Cabout Daniëlle de Bruijn Meike de Nooy Rianne Guichelaar Biurakn Hakhverdian Noeki Klein Simone Koot Alette Sijbring Yasemin Smit Iefke van Belkum Gillian van den Berg Marieke van den Ham Ilse van der Meijden | États-Unis Betsey Armstrong Patty Cardenas Kami Craig Natalie Golda Alison Gregorka Brittany Hayes Jaime Hipp Heather Petri Jessica Steffens Moriah van Norman Brenda Villa Lauren Wenger Elsie Windes                                          | Australie Gemma Beadsworth Nikita Cuffe Suzie Fraser Taniele Gofers Kate Gynther Amy Hetzel Bronwen Knox Emma Knox Alicia McCormack Melissa Rippon Rebecca Rippon Jenna Santoromito Mia Santoromito                                          |
| Londres 2012 (Résultats détaillés)        | États-Unis Tumua Anae Betsey Armstrong Kami Craig Annika Dries Courtney Mathewson Heather Petri Kelly Rulon Melissa Seidemann Jessica Steffens Maggie Steffens Brenda Villa Lauren Wenger Elsie Windes                           | Espagne Marta Bach Andrea Blas Ana Copado Anni Espar Laura Ester María García Godoy Laura López Lorena Miranda Ona Meseguer Matilde Ortiz Jennifer Pareja María del Pilar Peña Roser Tarragó                                                    | Australie Gemma Beadsworth Victoria Brown Kate Gynther Bronwen Knox Holly Lincoln-Smith Alicia McCormack Jane Moran Glencora Ralph Melissa Rippon Sophie Smith Ashleigh Southern Rowena Webster Nicola Zagame                                |
| Rio de Janeiro 2016 (Résultats détaillés) | États-Unis KK Clark Kami Craig Rachel Fattal Aria Fischer Makenzie Fischer Kaleigh Gilchrist Sami Hill Ashleigh Johnson Courtney Mathewson Madeline Musselman Kiley Neushul Melissa Seidemann Maggie Steffens                    | Italie Rosaria Aiello Roberta Bianconi Aleksandra Cotti Tania Di Mario Giulia Emmolo Teresa Frassinetti Arianna Garibotti Giulia Gorlero Francesca Pomeri Elisa Queirolo Federica Radicchi Chiara Tabani Laura Teani                            | Russie Maria Borisova Nadezhda Glyzina Olga Gorbunova Anna Grineva Evgeniya Ivanova Elvina Karimova Anna Karnaukh Ekaterina Lisunova Iekaterina Prokofieva Anastasia Simanovich Evgeniia Soboleva Anna Timofeeva Anna Ustyukhina             |
| Tokyo 2020 (Résultats détaillés)          | États-Unis Ashleigh Johnson Madeline Musselman Melissa Seidemann Rachel Fattal Paige Hauschild Maggie Steffens Stephania Haralabidis Jamie Neushul Aria Fischer Kaleigh Gilchrist Makenzie Fischer Alys Williams Amanda Longan   | Espagne Laura Ester Marta Bach Anni Espar Beatriz Ortiz Elena Ruiz Irene González Clara Espar Pili Peña Judith Forca Roser Tarragó Maica García Paula Leitón Elena Sánchez                                                                      | Hongrie Edina Gangl Dorottya Szilágyi Vanda Vályi Gréta Gurisatti Gabriella Szűcs Rebecca Parkes Anna Illés Rita Keszthelyi Dóra Leimeter Anikó Gyöngyössy Nataša Rybanská Krisztina Garda Alda Magyari                                      |
| Paris 2024 (Résultats détaillés)          | Espagne - Paula Camus - Paula Crespí - Anni Espar - Laura Ester - Judith Forca - María García Godoy - Paula Leitón - Beatriz Ortiz - María del Pilar Peña - Nona Pérez - Isabel Piralkova - Elena Ruiz - Martina Terré           | Australie - Abby Andrews - Charlize Andrews - Zoe Arancini - Elle Armit - Keesja Gofers - Sienna Green - Bronte Halligan - Sienna Hearn - Danijela Jackovich - Tilly Kearns - Genevieve Longman - Gabriella Palm - Alice Williams               | Pays-Bas - Laura Aarts - Nina ten Broek - Sarah Buis - Kittylynn Joustra - Maartje Keuning - Lola Moolhuijzen - Bente Rogge - Lieke Rogge - Vivian Sevenich - Brigitte Sleeking - Simone van de Kraats - Sabrina van der Sloot - Iris Wolves |